# Luis Moya
Luis Rodríguez Moya (La Coruña, 23 settembre 1960) è un ex copilota di rally spagnolo, è stato il navigatore di Carlos Sainz, con il quale ha quindi condiviso i due titoli di campione del mondo (1990 e 1992).

## Biografia
Ha corso nel campionato del mondo rally dal 1985 al 2002, risultando con 161 rally disputati e 24 successi, tra i più longevi e vincenti della storia del campionato del mondo rally.
Ha corso, caso non frequentissimo, tutti i rally con lo stesso pilota, il connazionale Carlos Sainz. Tuttavia quando questi è passato ai rally raid, Moya non lo ha seguito in questa ulteriore esperienza.

## Record
Campionato del mondo rally
- 1º posto nella classifica del numero di rally disputati dai navigatori nei team ufficiali: 156[2]
- 1º posto nella classifica del numero di rally disputati da uno stesso equipaggio (con Carlos Sainz): 161[3]
- 2º posto nella classifica del numero di rally vinti dai navigatori: 24[4]
- 2º posto nella classifica del numero di podi conquistati dai navigatori: 83[5]
- 2º posto nella classifica del numero di rally disputati dai navigatori in assoluto: 161[6]
- 2º posto nella classifica del numero di podi di uno stesso equipaggio (con Carlos Sainz): 83[7]
- 3º posto nella classifica del numero di vittorie di uno stesso equipaggio (con Carlos Sainz): 24[8]

## Palmarès
1990

Moya (a sinistra) e Carlos Sainz festeggiano il podio al Sanremo del 1990, che permise loro di vincere il primo titolo piloti rallye.

- nel campionato del mondo rally (pilota Carlos Sainz, vettura Toyota Celica GT-Four)

1992
- nel campionato del mondo rally (pilota Carlos Sainz, vettura Toyota Celica Turbo 4WD)

### Vittorie nel WRC
| #  | Stagione | Evento                                              | Pilota       | Vettura                         | Squadra             |
| -- | -------- | --------------------------------------------------- | ------------ | ------------------------------- | ------------------- |
| 1  | 1990     | 37th Acropolis Rally                                | Carlos Sainz | Toyota Celica GT-4 (ST165)      | Toyota Team Europe  |
| 2  | 1990     | 20th Rothmans Rally of New Zealand                  | Carlos Sainz | Toyota Celica GT-4 (ST165)      | Toyota Team Europe  |
| 3  | 1990     | 40th 1000 Lakes Rally                               | Carlos Sainz | Toyota Celica GT-4 (ST165)      | Toyota Team Europe  |
| 4  | 1990     | 46th Lombard RAC Rally                              | Carlos Sainz | Toyota Celica GT-4 (ST165)      | Toyota Team Europe  |
| 5  | 1991     | 59ème Rallye Automobile de Monte-Carlo              | Carlos Sainz | Toyota Celica GT-4 (ST165)      | Toyota Team Europe  |
| 6  | 1991     | 25º Rallye de Portugal                              | Carlos Sainz | Toyota Celica GT-4 (ST165)      | Toyota Team Europe  |
| 7  | 1991     | 35ème Tour de Corse - Rallye de France              | Carlos Sainz | Toyota Celica GT-4 (ST165)      | Toyota Team Europe  |
| 8  | 1991     | 21nd Rothmans Rally of New Zealand                  | Carlos Sainz | Toyota Celica GT-4 (ST165)      | Toyota Team Europe  |
| 9  | 1991     | 11º Rally Argentina                                 | Carlos Sainz | Toyota Celica GT-4 (ST165)      | Toyota Team Europe  |
| 10 | 1992     | 40th Martini Safari Rally Kenya                     | Carlos Sainz | Toyota Celica Turbo 4WD (ST185) | Toyota Kenya        |
| 11 | 1992     | 22nd Rothmans Rally of New Zealand                  | Carlos Sainz | Toyota Celica Turbo 4WD (ST185) | Toyota Team Sweden  |
| 12 | 1992     | 28º Rallye Catalunya-Costa Brava (Rallye de España) | Carlos Sainz | Toyota Celica Turbo 4WD (ST185) | Toyota Team Europe  |
| 13 | 1992     | 48th Lombard RAC Rally                              | Carlos Sainz | Toyota Celica Turbo 4WD (ST185) | Toyota Team Europe  |
| 14 | 1994     | 41st Acropolis Rally                                | Carlos Sainz | Subaru Impreza 555              | 555 Subaru WRT      |
| 15 | 1995     | 63ème Rallye Automobile de Monte-Carlo              | Carlos Sainz | Subaru Impreza 555              | 555 Subaru WRT      |
| 16 | 1995     | 29º TAP Rallye de Portugal                          | Carlos Sainz | Subaru Impreza 555              | 555 Subaru WRT      |
| 17 | 1995     | 31º Rallye Catalunya-Costa Brava (Rallye de España) | Carlos Sainz | Subaru Impreza 555              | 555 Subaru WRT      |
| 18 | 1996     | 21st Bank Utama Rally Indonesia                     | Carlos Sainz | Ford Escort RS Cosworth         | Ford Motor Co. Ltd. |
| 19 | 1997     | 44th Acropolis Rally of Greece                      | Carlos Sainz | Ford Escort WRC                 | Ford Motor Co. Ltd. |
| 20 | 1997     | 22nd Rally Indonesia                                | Carlos Sainz | Ford Escort WRC                 | Ford Motor Co. Ltd. |
| 21 | 1998     | 66ème Rallye Automobile de Monte-Carlo              | Carlos Sainz | Toyota Corolla WRC              | Toyota Castrol Team |
| 22 | 1998     | 28th Rally New Zealand                              | Carlos Sainz | Toyota Corolla WRC              | Toyota Castrol Team |
| 23 | 2000     | 28th Cyprus Rally                                   | Carlos Sainz | Ford Focus WRC '00              | Ford Motor Co. Ltd. |
| 24 | 2002     | 22º Rally Argentina                                 | Carlos Sainz | Ford Focus WRC '02              | Ford Motor Co. Ltd. |

## Risultati nel WRC
| 1988 | Scuderia                                            | Vettura                 |  |  |     |  |   |  |  |  |  |   |  |   |   |  |  |  | Punti | Pos. |
| ---- | --------------------------------------------------- | ----------------------- |  |  | --- |  | - |  |  |  |  | - |  | - | - |  |  |  | ----- | ---- |
| 1988 | Mike Taylor Developments Ltd. e Ford Motor Co. Ltd. | Ford Sierra RS Cosworth |  |  | Rit |  | 5 |  |  |  |  | 6 |  | 5 | 7 |  |  |  |       |      |

| 1989 | Scuderia           | Vettura                    |  |     |     |  |     |     |  |  |   |  |   |  |   |  |  |  | Punti | Pos. |
| ---- | ------------------ | -------------------------- |  | --- | --- |  | --- | --- |  |  | - |  | - |  | - |  |  |  | ----- | ---- |
| 1989 | Toyota Team Europe | Toyota Celica GT-4 (ST165) |  | Rit | Rit |  | Rit | Rit |  |  | 3 |  | 3 |  | 2 |  |  |  |       |      |

| 1990 | Scuderia                               | Vettura                    |   |     |   |   |   |   |   |   |   |   |  |   |  |  |  |  | Punti | Pos. |
| ---- | -------------------------------------- | -------------------------- | - | --- | - | - | - | - | - | - | - | - |  | - |  |  |  |  | ----- | ---- |
| 1990 | Toyota Team Europe e Toyota Team Kenya | Toyota Celica GT-4 (ST165) | 2 | Rit | 4 | 2 | 1 | 1 | 2 | 1 | 2 | 3 |  | 1 |  |  |  |  |       |      |

| 1991 | Scuderia                          | Vettura                    |   |  |   |     |   |   |   |   |   |     |   |  |     |   |  |  | Punti | Pos. |
| ---- | --------------------------------- | -------------------------- | - |  | - | --- | - | - | - | - | - | --- | - |  | --- | - |  |  | ----- | ---- |
| 1991 | Toyota Team Europe e Toyota Kenya | Toyota Celica GT-4 (ST165) | 1 |  | 1 | Rit | 1 | 2 | 1 | 1 | 4 | Rit | 6 |  | Rit | 3 |  |  |       |      |

| 1992 | Scuderia                                              | Vettura                         |   |  |   |   |   |     |   |   |  |   |  |  |   |   |  |  | Punti | Pos. |
| ---- | ----------------------------------------------------- | ------------------------------- | - |  | - | - | - | --- | - | - |  | - |  |  | - | - |  |  | ----- | ---- |
| 1992 | Toyota Team Europe, Toyota Kenya e Toyota Team Sweden | Toyota Celica Turbo 4WD (ST185) | 2 |  | 3 | 1 | 4 | Rit | 1 | 2 |  | 3 |  |  | 1 | 1 |  |  |       |      |

| 1993 | Scuderia   | Vettura                   |    |  |     |  |   |   |     |   |  |     |    |     |  |  |  |  | Punti | Pos. |
| ---- | ---------- | ------------------------- | -- |  | --- |  | - | - | --- | - |  | --- | -- | --- |  |  |  |  | ----- | ---- |
| 1993 | Jolly Club | Lancia Delta HF Integrale | 14 |  | Rit |  | 4 | 2 | Rit | 4 |  | Rit | SQ | Rit |  |  |  |  |       |      |

| 1994 | Scuderia       | Vettura            |   |   |  |   |   |   |     |   |   |     |  |  |  |  |  |  | Punti | Pos. |
| ---- | -------------- | ------------------ | - | - |  | - | - | - | --- | - | - | --- |  |  |  |  |  |  | ----- | ---- |
| 1994 | 555 Subaru WRT | Subaru Impreza 555 | 3 | 4 |  | 2 | 1 | 2 | Rit | 3 | 2 | Rit |  |  |  |  |  |  |       |      |

| 1995 | Scuderia       | Vettura            |   |     |   |   |  |     |   |   |  |  |  |  |  |  |  |  | Punti | Pos. |
| ---- | -------------- | ------------------ | - | --- | - | - |  | --- | - | - |  |  |  |  |  |  |  |  | ----- | ---- |
| 1995 | 555 Subaru WRT | Subaru Impreza 555 | 1 | Rit | 1 | 4 |  | Rit | 1 | 2 |  |  |  |  |  |  |  |  |       |      |

| 1996 | Scuderia            | Vettura                 |   |     |   |   |   |     |   |   |     |  |  |  |  |  |  |  | Punti | Pos. |
| ---- | ------------------- | ----------------------- | - | --- | - | - | - | --- | - | - | --- |  |  |  |  |  |  |  | ----- | ---- |
| 1996 | Ford Motor Co. Ltd. | Ford Escort RS Cosworth | 2 | Rit | 1 | 3 | 2 | Rit | 3 | 2 | Rit |  |  |  |  |  |  |  |       |      |

| 1997 | Scuderia            | Vettura         |   |   |     |     |    |   |     |   |   |     |   |   |     |   |  |  | Punti | Pos. |
| ---- | ------------------- | --------------- | - | - | --- | --- | -- | - | --- | - | - | --- | - | - | --- | - |  |  | ----- | ---- |
| 1997 | Ford Motor Co. Ltd. | Ford Escort WRC | 2 | 2 | Rit | Rit | 10 | 2 | Rit | 1 | 2 | Rit | 1 | 4 | Rit | 3 |  |  |       |      |

| 1998 | Scuderia            | Vettura            |   |   |     |   |   |   |   |   |   |   |   |   |     |  |  |  | Punti | Pos. |
| ---- | ------------------- | ------------------ | - | - | --- | - | - | - | - | - | - | - | - | - | --- |  |  |  | ----- | ---- |
| 1998 | Toyota Castrol Team | Toyota Corolla WRC | 1 | 2 | Rit | 2 | 7 | 8 | 2 | 4 | 1 | 2 | 4 | 2 | Rit |  |  |  | 56    | 2º   |

| 1999 | Scuderia            | Vettura            |     |   |   |   |     |   |   |   |   |   |   |     |   |     |  |  | Punti | Pos. |
| ---- | ------------------- | ------------------ | --- | - | - | - | --- | - | - | - | - | - | - | --- | - | --- |  |  | ----- | ---- |
| 1999 | Toyota Castrol Team | Toyota Corolla WRC | Rit | 2 | 3 | 2 | Rit | 3 | 5 | 2 | 6 | 3 | 3 | Rit | 2 | Rit |  |  | 44    | 5º   |

| 2000 | Scuderia            | Vettura            |   |     |   |   |   |     |   |   |    |   |   |   |    |   |  |  | Punti | Pos. |
| ---- | ------------------- | ------------------ | - | --- | - | - | - | --- | - | - | -- | - | - | - | -- | - |  |  | ----- | ---- |
| 2000 | Ford Motor Co. Ltd. | Ford Focus WRC '00 | 2 | Rit | 4 | 3 | 3 | Rit | 2 | 3 | 14 | 1 | 3 | 5 | SQ | 4 |  |  | 46    | 3º   |

| 2001 | Scuderia            | Vettura            |   |   |   |   |   |   |     |     |   |   |   |     |   |     |  |  | Punti | Pos. |
| ---- | ------------------- | ------------------ | - | - | - | - | - | - | --- | --- | - | - | - | --- | - | --- |  |  | ----- | ---- |
| 2001 | Ford Motor Co. Ltd. | Ford Focus WRC '01 | 2 | 3 | 2 | 5 | 3 | 3 | Rit | Rit | 6 | 4 | 4 | Rit | 8 | Rit |  |  | 33    | 6º   |

| 2002 | Scuderia            | Vettura            |   |   |   |  |    |   |   |     |   |   |     |   |   |   |  |  | Punti | Pos. |
| ---- | ------------------- | ------------------ | - | - | - |  | -- | - | - | --- | - | - | --- | - | - | - |  |  | ----- | ---- |
| 2002 | Ford Motor Co. Ltd. | Ford Focus WRC '02 | 3 | 3 | 6 |  | 11 | 1 | 3 | Rit | 4 | 8 | Rit | 4 | 4 | 3 |  |  | 36    | 3º   |

| Legenda | 1º posto | 2º posto | 3º posto | A punti | Senza punti | Ritirato | Squalificato | NP=Non partito C=Gara cancellata | Apice=Power stage |